# Marco Battaglia
Marco Antonio Battaglia (New York, 25 gennaio 1973) è un ex giocatore di football americano statunitense che ha militato nel ruolo di tight end nella National Football League (NFL).

## Carriera
Battaglia al college giocò a football a Rutgers dove fu premiato come All-American. Fu scelto nel corso del secondo giro (39º assoluto) del Draft NFL 1996 dai Cincinnati Bengals, con cui giocò fino a metà della stagione 2001. In seguito giocò per i Washington Redskins (resto del 2001), i Pittsburgh Steelers (2002), i Tampa Bay Buccaneers (2002) e i Carolina Panthers. Con i Buccaneers vinse il Super Bowl XXXVII (2003).

## Palmarès
- Super Bowl : 1

Tampa Bay Buccaneers: XXXVII
- National Football Conference Championship: 1

Tampa Bay Buccaneers: 2002